# Komunikacja Miejska w Głogowie
Komunikacja Miejska Sp. z.o.o. w Głogowie (KM Głogów) – przedsiębiorstwo powstałe w 1995 roku, świadczące usługi publicznego transportu zbiorowego na terenie Głogowa i okolic oraz inne usługi transportowe.

## Historia
Historia transportu publicznego w mieście sięga 21 kwietnia 1974 roku – firma była wtedy oddziałem Miejskiego Zakładu Komunikacji w Zielonej Górze. Od 1975 roku firma podlegała Wojewódzkiemu Przedsiębiorstwu Komunikacyjnemu w Legnicy. Lata 1975–1986 to okres rozwoju transportu publicznego w Głogowie. Liczba autobusów zwiększyła się sześciokrotnie. 10 kwietnia 1995 r. po rozłamie w WPK Legnica powstała spółka KM Głogów działająca do dzisiaj ze 100% udziałem Gminy Miejskiej Głogów.
KM Głogów otrzymała z funduszy unijnych dotacje m.in. na: wymianę taboru, remont przystanków, montaż monitoringu w autobusach oraz rozwój infrastruktury.

## Tabor
(stan taborowy aktualny na 22.10.2024 r.)

### Tabor w eksploatacji liniowej
| Typ autobusu               | Typ autobusu               | Początek eksploatacji | Udogodnienia                            | Numery taborowe       | Liczba |
| SOLARIS                    |                            |                       |                                         |                       |        |
| Solaris Urbino 12          | III generacja              | 2006, 2012, 2015      | przewóz osób na wózkach                 | 700, 702–705, 711–713 | 8      |
| Solaris Urbino 12          | IV generacja               | 2017                  | przewóz osób na wózkach                 | 714–717               | 4      |
| Solaris Urbino 12          | IV hybrid                  | 2021                  | przewóz osób na wózkach                 | 720–723               | 4      |
| Solaris Urbino 12          | IV Electric                | 2024                  | przewóz osób na wózkach                 | 724–728               | 5      |
| Solaris Urbino 8,6         | Solaris Urbino 8,6         | 2014                  | przewóz osób na wózkach                 | 708–710               | 3      |
| Solaris Urbino 12,9 hybrid | Solaris Urbino 12,9 hybrid | 2017                  | przewóz osób na wózkach                 | 719                   | 1      |
| MAN                        |                            |                       |                                         |                       |        |
| MAN Lion's City            | MAN Lion's City            | 2018                  | przewóz osób na wózkach                 | 107–112               | 6      |
| MAN Lion's City Hybrid     | MAN Lion's City Hybrid     | 2018                  | przewóz osób na wózkach                 | 113, 114              | 2      |
| SOR                        |                            |                       |                                         |                       |        |
| SOR City NB12              | SOR City NB12              | 2017                  | przewóz osób na wózkach · ładowarki USB | 200, 201              | 2      |
| Suma pojazdów              | Suma pojazdów              | Suma pojazdów         | Suma pojazdów                           | Suma pojazdów         | 35     |

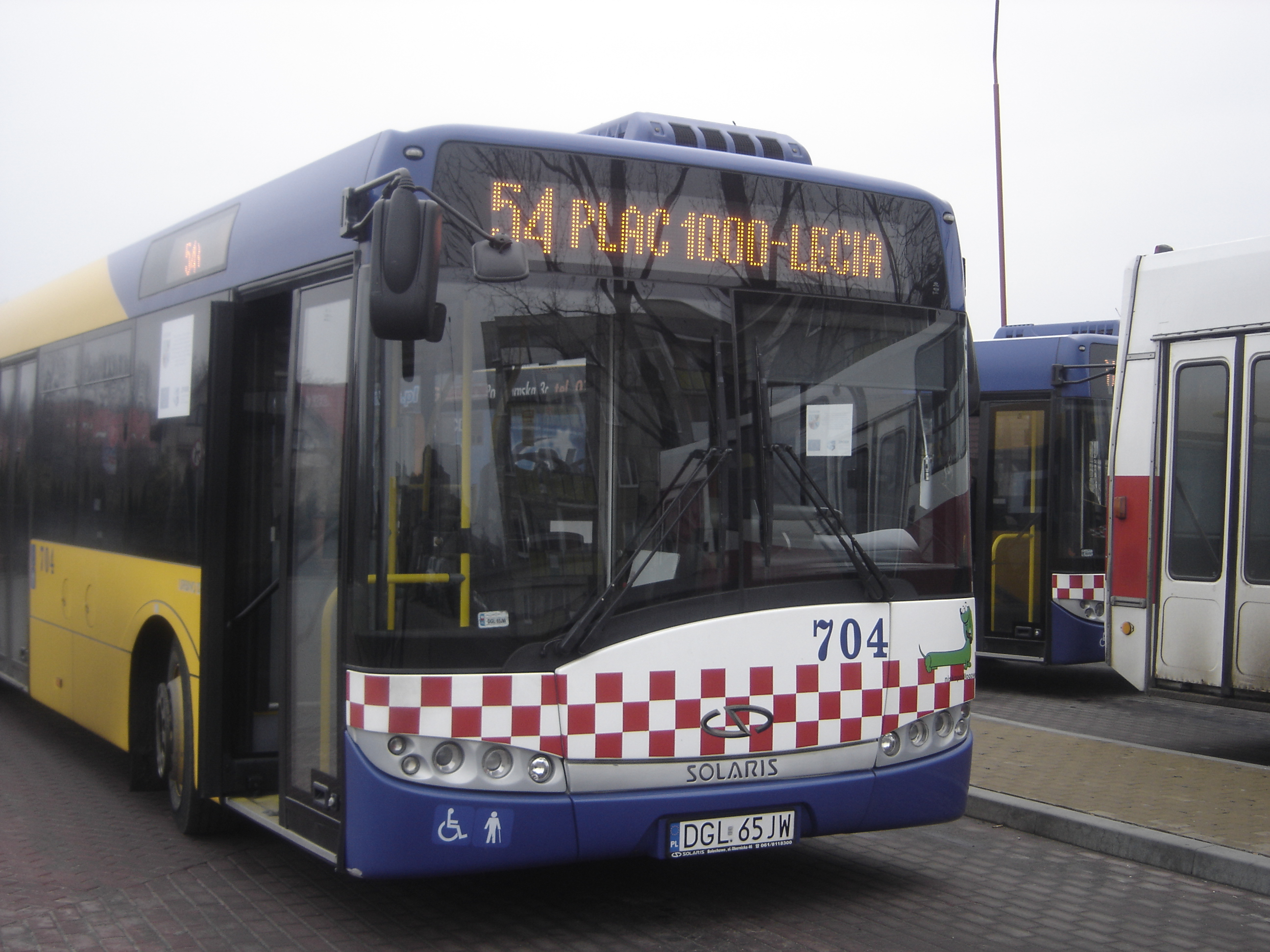
Solaris Urbino 12 III generacji KM Głogów
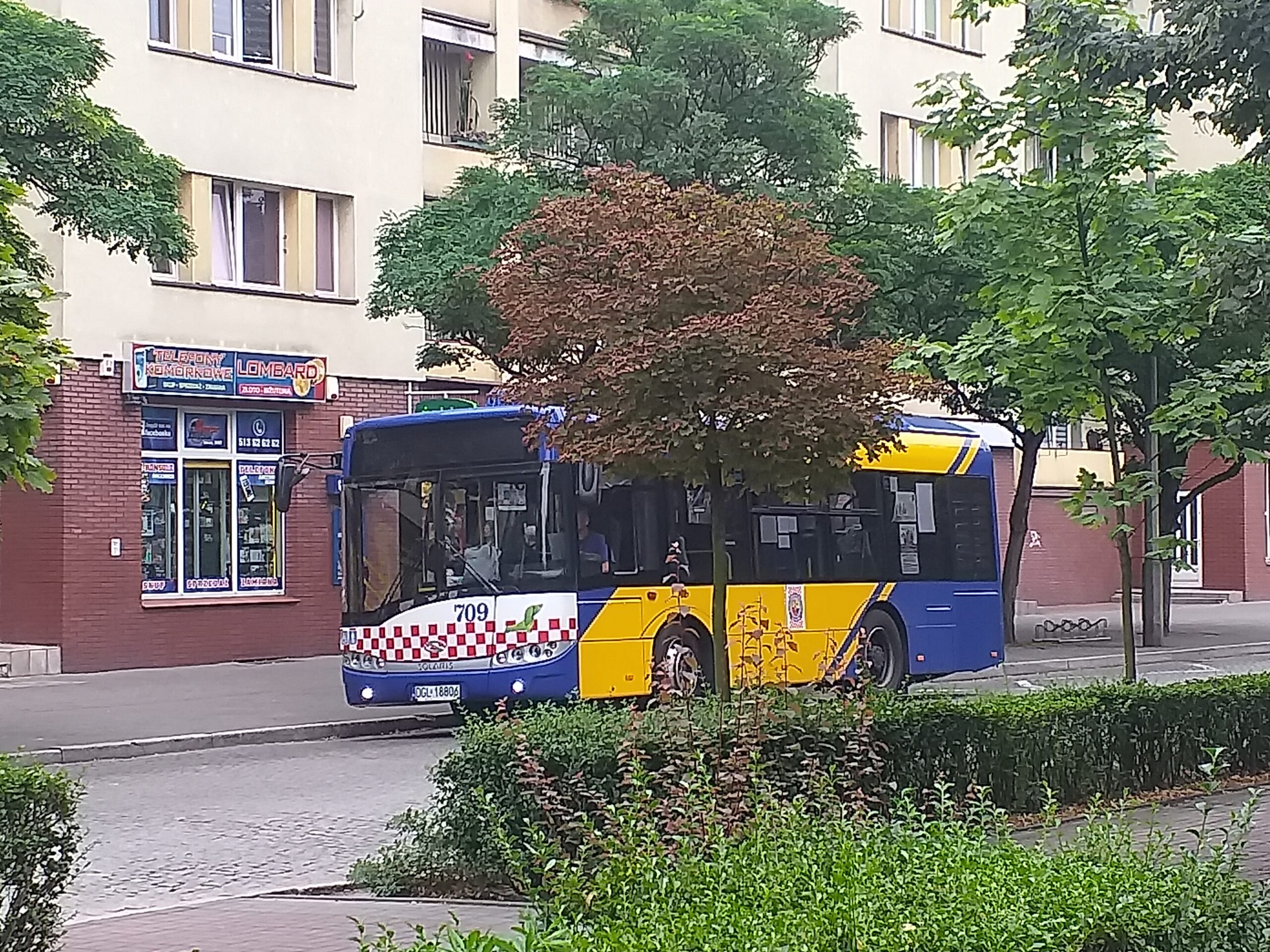
Solaris Alpino, czy też Urbino 8,6 KM Głogów
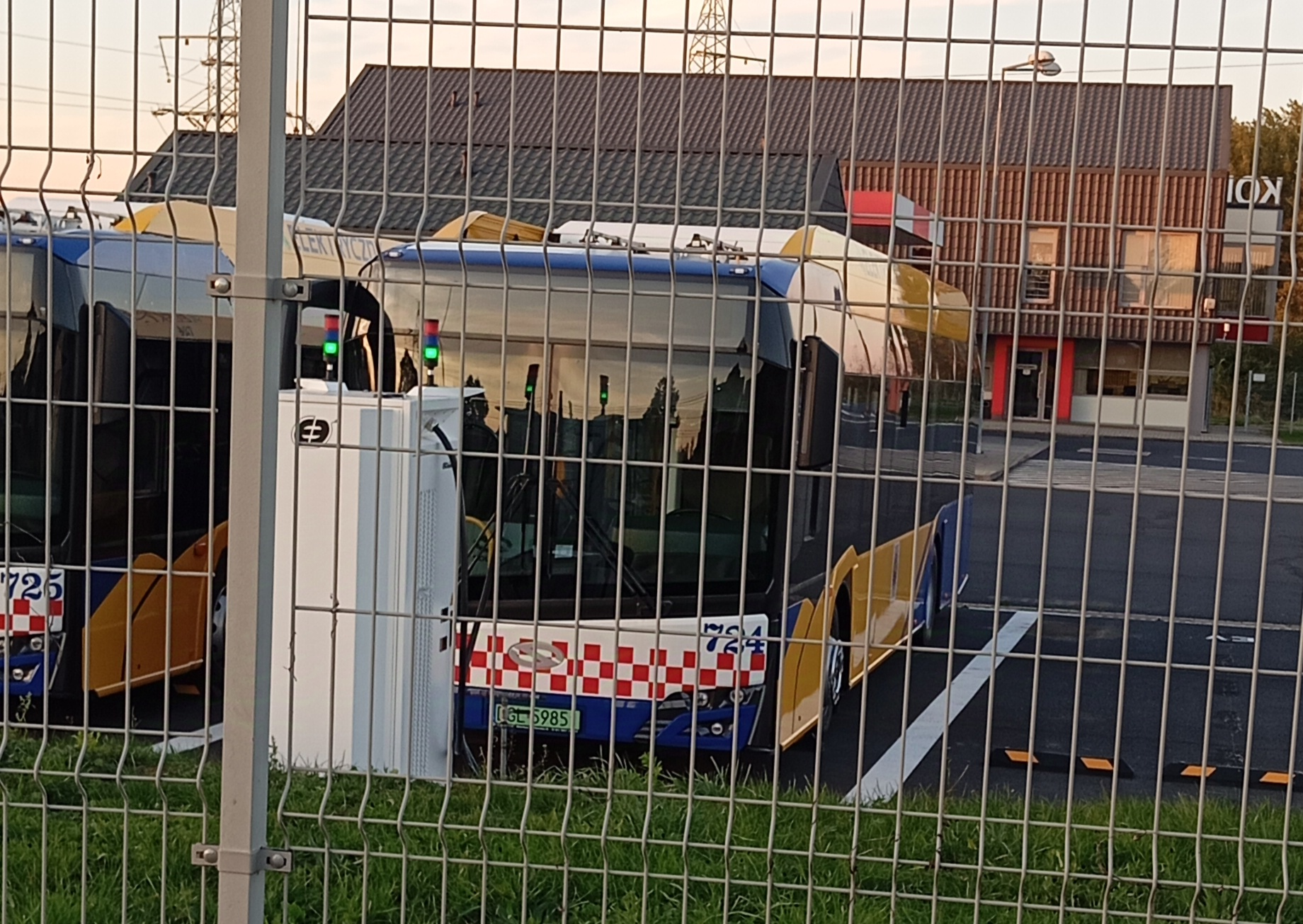
Solaris Urbino 12 Electric KM Głogów o numerze taborowym 724

### Tabor techniczny
| Typ pojazdu   | Początek eksploatacji | Zastosowanie         | Numery taborowe | Liczba |
| Ikarus 280/A  | 1995                  | pogotowie techniczne | 400             | 1      |
| Suma pojazdów | Suma pojazdów         | Suma pojazdów        | Suma pojazdów   | 1      |

### Tabor historyczny
| Typ autobusu               | Początek eksploatacji | Koniec eksploatacji         | Numery taborowe                           | Liczba |
| JELCZ                      |                       |                             |                                           |        |
| Jelcz M11                  | 1995                  | 1999–2002, 2013, 2014, 2017 | 208–213, 236–238, 253, 254, 262, 271, 272 | 14     |
| Jelcz PR110M               | 1995                  | 2000                        | 127, 139–142, 196                         | 6      |
| Jelcz L11/2                | 1995                  | 2005, 2006                  | 251, 252                                  | 2      |
| Jelcz 120MM/1              | 1995                  | 2017                        | 300                                       | 1      |
| Jelcz M121M                | 1996, 2002            | 2017, 2018                  | 301–306                                   | 6      |
| Jelcz M081MB               | 1999                  | 2018                        | 001-004                                   | 4      |
| DAB                        |                       |                             |                                           |        |
| DAB 15-1200C               | 2008                  | 2017                        | 502, 503                                  | 2      |
| DAB 12-1200B               | 1995                  | 2018                        | 500, 501                                  | 2      |
| MAN                        |                       |                             |                                           |        |
| MAN NL223                  | 2000                  | 2018, 2021                  | 101–103                                   | 3      |
| MAN NL253                  | 2009                  | 2023                        | 104                                       | 1      |
| MAN NM223                  | 2010                  | 2021                        | 106                                       | 1      |
| IKARUS                     |                       |                             |                                           |        |
| Ikarus 280.26              | 1995                  | 2003, 2004, 2006, 2008      | 444, 445, 449–451, 458, 468               | 7      |
| SOLARIS                    |                       |                             |                                           |        |
| Solaris Urbino 8,6         | 2014                  | 2024                        | 706, 707                                  | 2      |
| Solaris Urbino 12,9 Hybrid | 2017                  | 2023                        | 718                                       | 1      |
| Solaris Urbino 12 III      | 2006                  | 2024                        | 701                                       | 1      |
| Suma pojazdów              | Suma pojazdów         | Suma pojazdów               | Suma pojazdów                             | 53     |

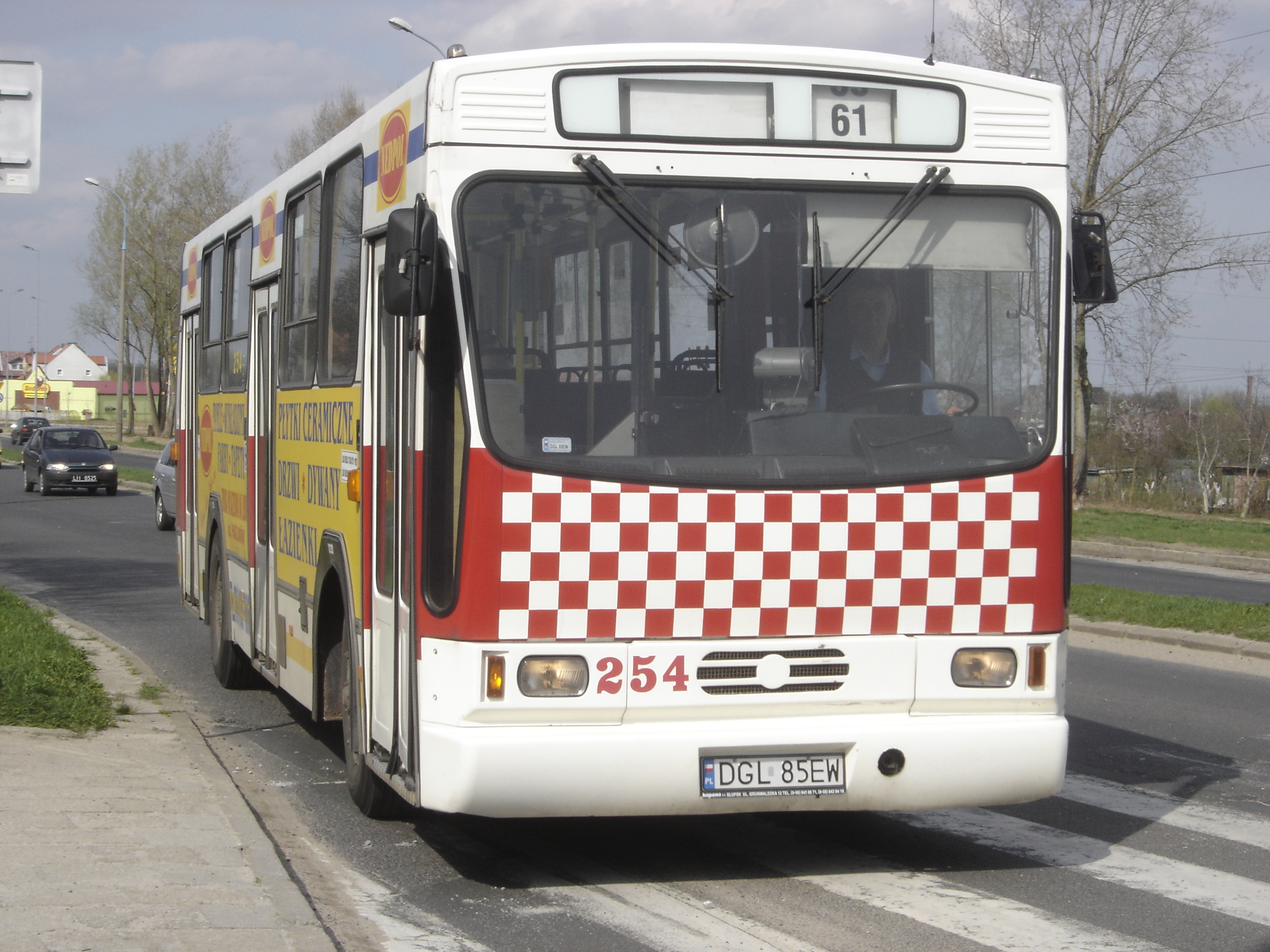
Jelcz M11 KM Głogów
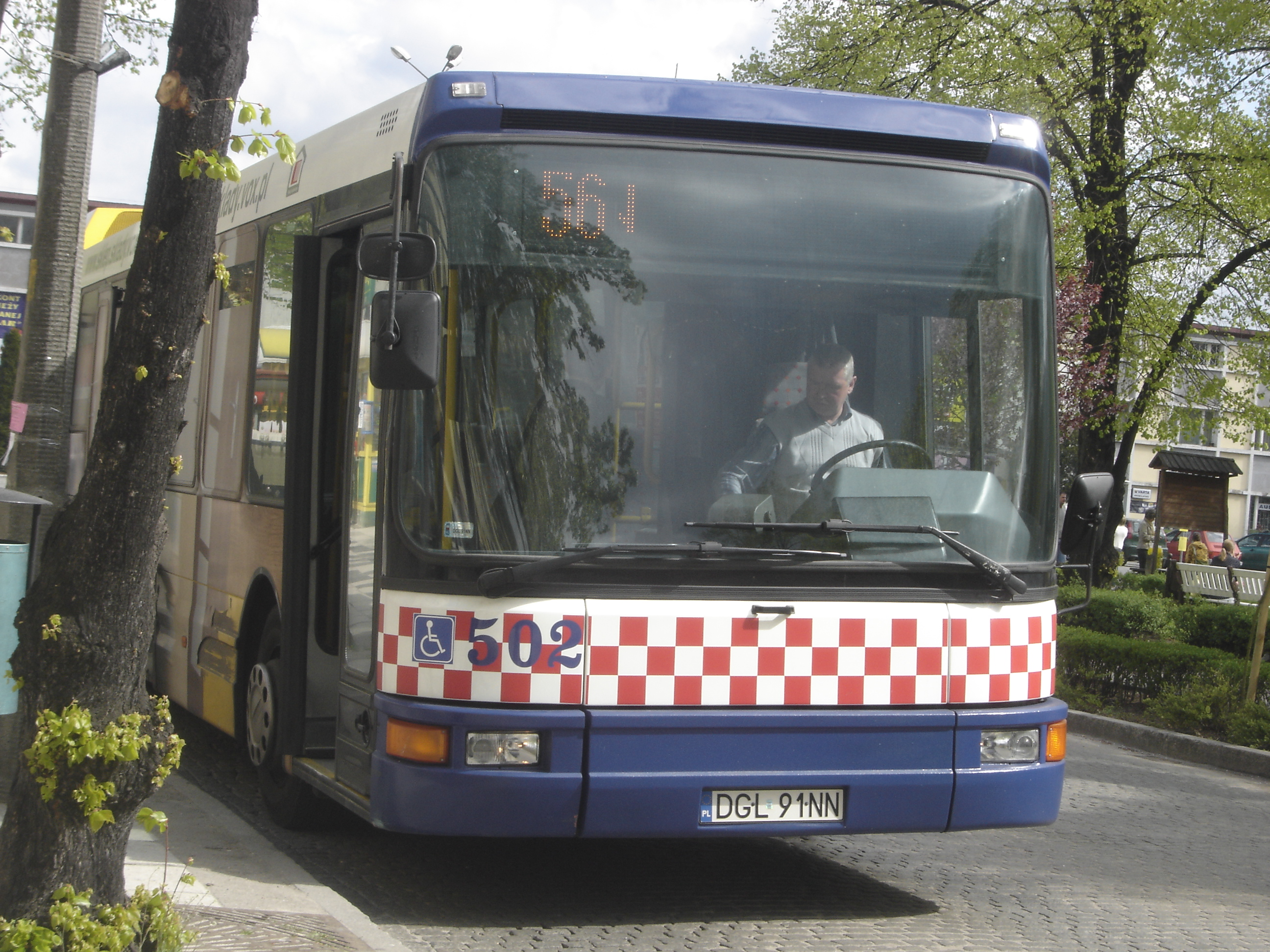
DAB 15-1200C KM Głogów
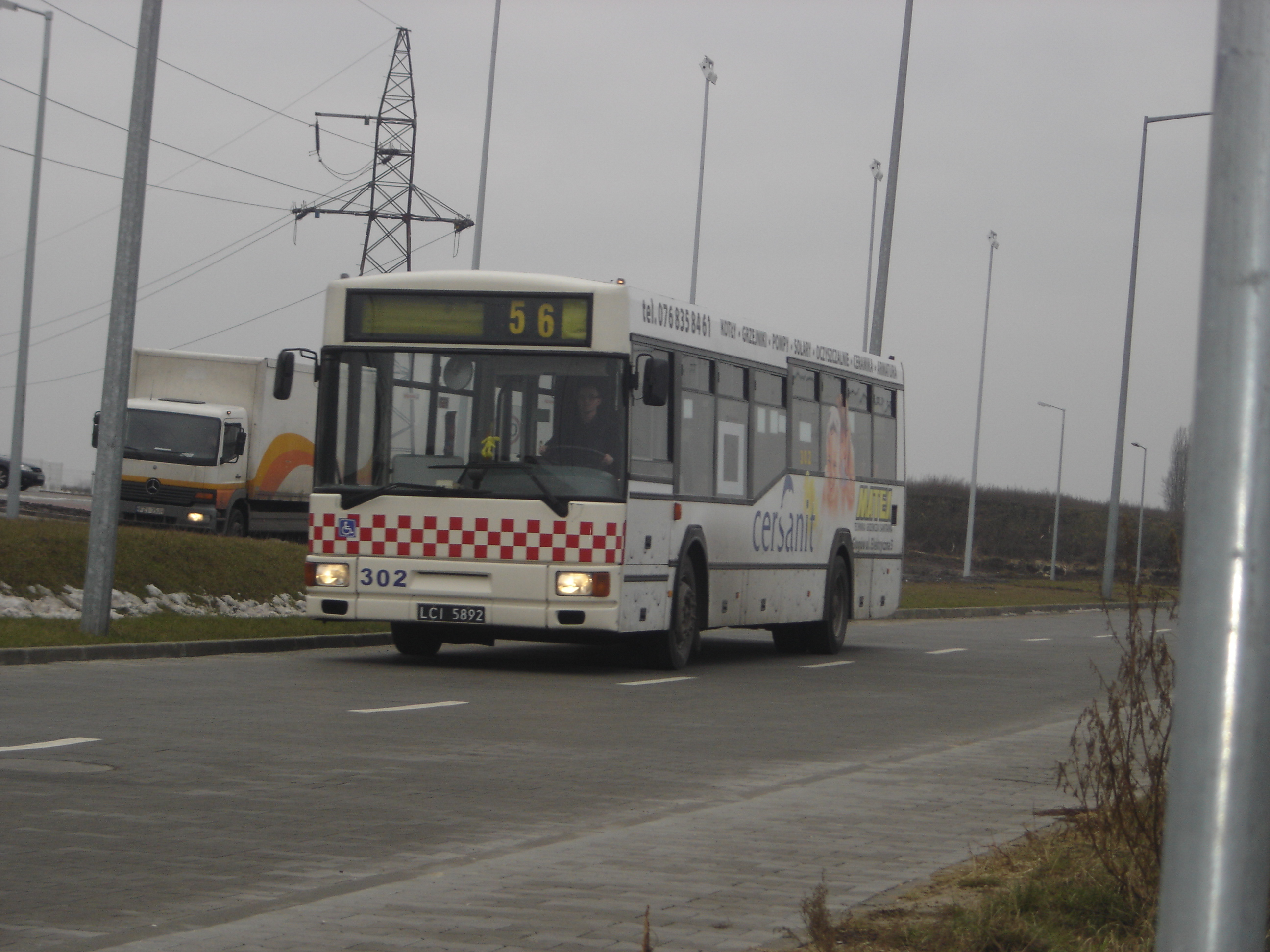
Jelcz M121M KM Głogów
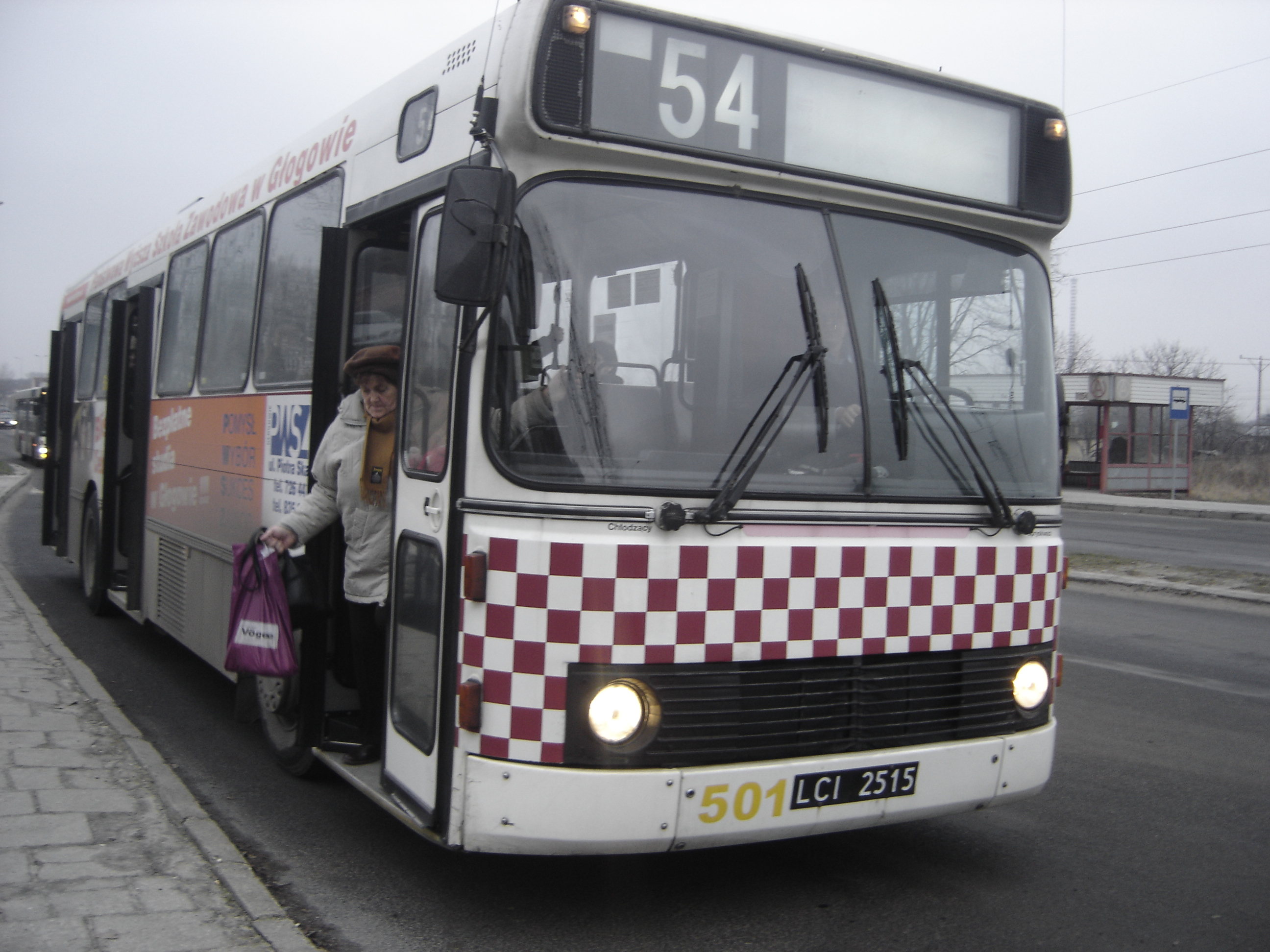
DAB 12-1200B KM Głogów

## Głogowska Karta Miejska
1 lutego 2008 wprowadzona została Głogowska Karta Miejska – bilet elektroniczny imienny oraz na okaziciela.